# Birkenfeld (Neunkirchen-Seelscheid)
Birkenfeld ist Ortsteil der Gemeinde Neunkirchen-Seelscheid im nordrhein-westfälischen Rhein-Sieg-Kreis. Er liegt ca. 2 km von Neunkirchen entfernt. Am 31. Dezember 2015 zählte der Ortsteil 185 Einwohner.

## Geschichte
Im Jahre 1971 wurde an der Theke der Gaststätte „Zur Post“ der Fußballverein „SC Germania Birkenfeld“ gegründet. Die einzige Mannschaft des Vereins spielt auch heute noch gegen Thekenmannschaften aus dem Umfeld der Gemeinde. Laut mündlichen Überlieferungen gab es im Jahre 1926/1927 schon einmal einen Fußballverein in Birkenfeld. Beim damaligen „Schwarz-Weiß Birkenfeld“ war ein Lehrer der nicht mehr existierenden Birkenfelder Dorfschule Vorsitzender und zugleich Kassierer. Heute steht an gleicher Stelle die Tageseinrichtung „Seelkirchen e. V.“ und ein Waldorfkindergarten.
Alljährlich findet auf dem Hof der Gaststätte „Zur Post“ der so genannte Bureball statt. Dies ist ein traditionelles Fest, welches schon seit mehreren Jahren stattfindet und vom Männergesangsverein ‚Gemütlichkeit‘ Söntgerath e. V. ausgerichtet wird.